# Laurent Delvaux

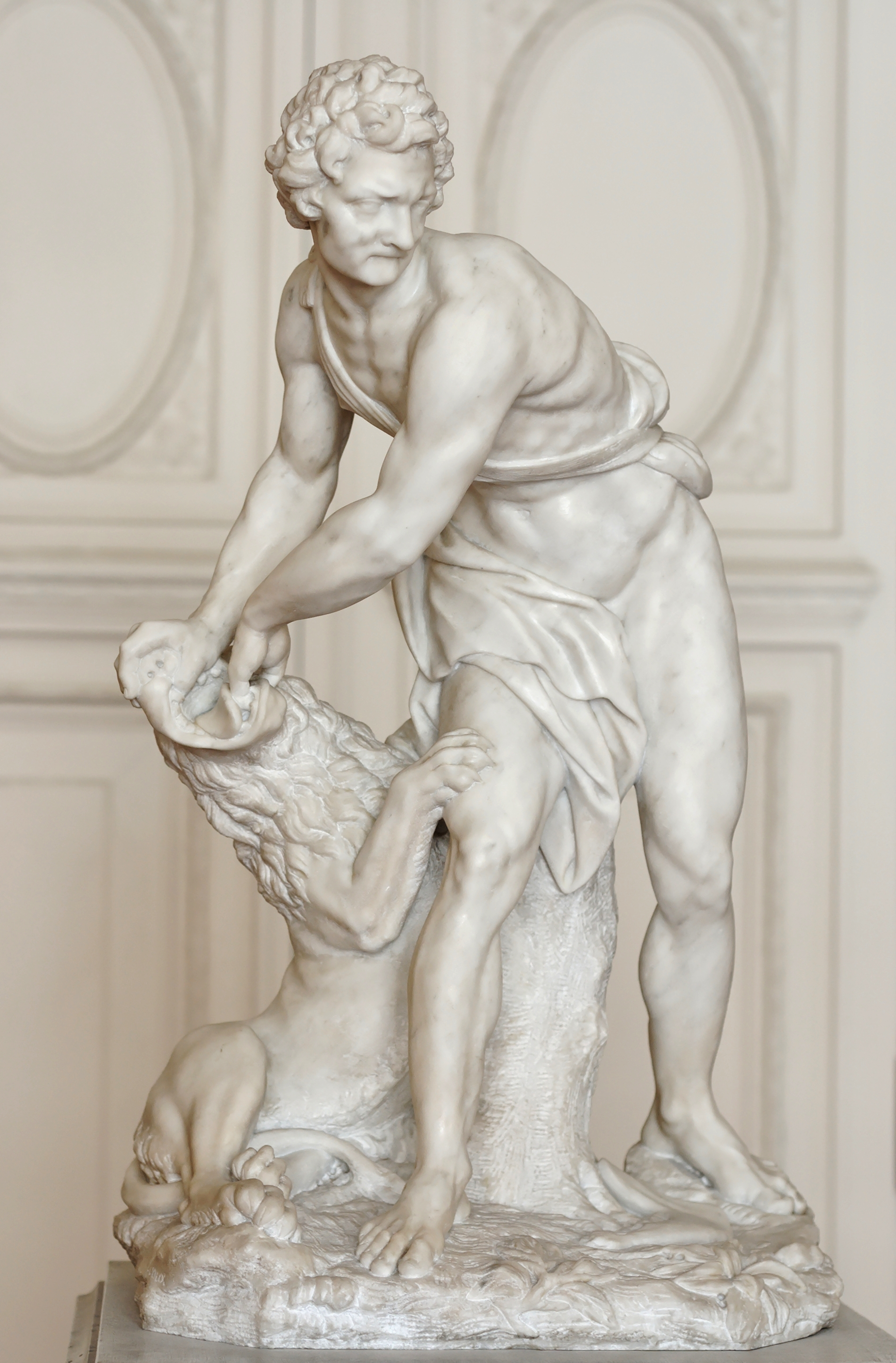
Samson im Louvre

Der  Bildhauer Laurent Delvaux (* 1695 in Gent; † 24. Februar 1778 in Nivelles) war Schüler von Jan Baptiste Helderberg und Pieter-Denis Plumier. Er arbeitete ab 1717 in London und von 1727 bis 1733 in Italien.
1734 wurde er Hofbildhauer von Kaiser Karl VI., später von Karl Alexander von Lothringen und Maria Theresia. Er starb in Nivelles, wo er hauptsächlich gelebt hatte.